# Coppa Svizzera 1955-1956
La Coppa Svizzera 1955-1956 è stata la 31ª edizione della manifestazione calcistica. È iniziata il 25 settembre 1955 e si è conclusa il 21 maggio 1956. Questa edizione della coppa vide la vittoria finale del Grasshoppers.

## Regolamento
Turni ad eliminazione diretta in gara unica. Le partite terminanti in paritá dopo i tempi supplementari, potranno rigiocarsi una sola altra volta, se persiste il pareggio, si ricorre ad un sorteggio per stabilire la squadra qualificata al prossimo turno. Una prima fase vede la qualificazione di squadre attraverso delle eliminatorie regionali. Al terzo turno entrano in lizza le squadre di Lega Nazionale A e B.

## Squadre partecipanti
| Basilea           |
| Bellinzona        |
| Chiasso           |
| Friburgo          |
| Grasshoppers      |
| Grenchen          |
| La Chaux-de-Fonds |
| Losanna           |
| Lugano            |
| Sciaffusa         |
| Servette          |
| Urania Ginevra    |
| Young Boys        |
| Zurigo            |

| Berna              |
| Blue Stars Zurigo  |
| Bienne             |
| Cantonal Neuchâtel |
| Lengnau            |
| Lucerna            |
| Malley             |
| Nordstern          |
| Rapid Lugano       |
| San Gallo          |
| Soletta            |
| Thun               |
| Winterthur         |
| Young Fellows      |

| Baden            |
| Bodio            |
| Brühl            |
| Locarno          |
| Mendrisio        |
| Oerlikon         |
| Oerlikon/Polizei |
| Pro Daro         |
| Red Star Zurigo  |
| Rorschach        |
| Wil              |
| Zugo             |

| Aarau             |
| Bassecourt        |
| Birsfelden        |
| Burgdorf          |
| Concordia Basilea |
| Delémont          |
| Helvetia Berna    |
| Kleinhüningen     |
| Moutier           |
| Olten             |
| Porrentruy        |
| St. Imier         |

| Bienne-Boujean        |
| International Ginevra |
| Forward Morges        |
| La Tour-de-Peilz      |
| Martigny              |
| Monthey               |
| Montreux-Sports       |
| Sierre                |
| Sion                  |
| US Lausanne           |
| Vevey                 |
| Yverdon               |

| Alle                    |
| Beaumont Lausanne       |
| Central Friburgo        |
| Chailly                 |
| Chênois                 |
| Club Athletique Ginevra |
| Courtételle             |
| Crissier                |
| Domdidier               |
| Estavayer-le-Lac        |
| Étoile-Sporting         |
| Flamatt                 |
| Fleurier                |
| FC Ginevra              |
| Hauterive               |
| Le Locle-Sports         |

| Lutry       |
| Renens      |
| ST. Maurice |
| Vallorbe    |
| Versoix     |
| Visp        |
| Altdorf     |
| Cadempino   |
| Cham        |
| Emmenbrücke |
| Kölliken    |
| Luzerner SC |
| Muhen       |
| Solduno     |

| Turgi           |
| Wohlen          |
| Binningen       |
| Blustavia       |
| Bözingen 34     |
| Bümpliz         |
| Derendingen     |
| Dornach         |
| Gerlafingen     |
| Grünstern       |
| Herzogenbuchsee |
| Interlaken      |
| Kirchberg       |
| Klus/Balsthal   |

| Länggasse Berna     |
| Muttenz             |
| Old Boys Basilea    |
| Sissach             |
| Tramelan            |
| Zofingen            |
| Amriswil            |
| Arbon               |
| Bischofszell        |
| Chur                |
| Horgen              |
| Industrie Zurigo    |
| SCI Juventus Zurigo |

| Küsnacht                   |
| Neuhausen                  |
| Seebach                    |
| Spielvereinigung Sciaffusa |
| Stäfa Zurigo               |
| Template:Calcio Ticinese   |
| Tössfeld                   |
| Uznach                     |
| Veltheim                   |
| Weinfelden                 |
| Widnau                     |
| Wiedikon                   |
| Wollishofen                |

### 1º Turno Eliminatorio
| Squadra 1                   | Risultato     | Squadra 2               |
| --------------------------- | ------------- | ----------------------- |
| 25 settembre 1955           |               |                         |
| Chênois                     | 1 - 2         | Club Athletique Ginevra |
| Courtételle                 | 1 - 2         | Alle                    |
| Crissier                    | 2 - 9         | Renens                  |
| FC Ginevra                  | 3 - 4         | Versoix                 |
| Flamatt                     | 1 - 5         | Central Friburgo        |
| Hauterive                   | 1 - 2         | Fleurier                |
| Le Locle-Sports             | 1 - 4         | Étoile-Sporting         |
| Lutry                       | 1 - 2         | Chailly                 |
| ST. Maurice                 | 2 - 1         | Visp                    |
| Vallorbe                    | 3 - 2         | Beaumont Lausanne       |
| Cadempino                   | 1 - 5         | Solduno                 |
| Altdorf                     | 5 - 1         | Cham                    |
| Emmenbrücke                 | 4 - 0         | Luzerner SC             |
| Kölliken                    | 1 - 2         | Muhen                   |
| Turgi                       | 0 - 1         | Wohlen                  |
| Dornach                     | 4 - 3         | Old Boys Basilea        |
| Muttenz                     | 1 - 4         | Zofingen                |
| Derendingen                 | 1 - 0         | Blustavia               |
| Gerlafingen                 | 3 - 1         | Klus/Balsthal           |
| Herzogenbuchsee             | 3 - 2         | Kirchberg               |
| Grünstern                   | 2 - 4         | Länggasse Berna         |
| Tramelan                    | 4 - 3         | Bözingen 34             |
| Industrie Zurigo            | 1 - 3         | Wiedikon                |
| Seebach                     | 5 - 2         | Neuhausen               |
| Stäfa Zurigo                | 3 - 1         | Küsnacht                |
| Ticinese                    | 2 - 7         | Horgen                  |
| Tössfeld                    | 7 - 3         | Veltheim                |
| Wollishofen                 | 2 - 1         | SCI Juventus Zurigo     |
| Amriswil                    | 5 - 1         | Bischofszell            |
| Arbon                       | 3 - 2         | Widnau                  |
| Spielvereinigung Sciaffusa  | 3 - 4         | Weinfelden              |
| Uznach                      | 5 - 1         | Chur                    |
| Bümpliz                     | 1 - 1(d.t.s.) | Interlaken              |
| Domdidier                   | 1 - 1(d.t.s.) | Estavayer-le-Lac        |
| Sissach                     | 0 - 0(d.t.s.) | Binningen               |
| 2 ottobre 1955(Ripetizioni) |               |                         |
| Binningen                   | 5 - 0         | Sissach                 |
| Estavayer-le-Lac            | 1 - 4         | Domdidier               |
| Interlaken                  | 0 - 2         | Bümpliz                 |

### 2º Turno Eliminatorio
| Squadra 1                    | Risultato     | Squadra 2               |
| ---------------------------- | ------------- | ----------------------- |
| 16 ottobre 1955              |               |                         |
| Alle                         | 0 - 3(d.t.s.) | Delémont                |
| Arbon                        | 3 - 2         | Rorschach               |
| Binningen                    | 1 - 0         | Bassecourt              |
| Central Friburgo             | 5 - 1         | Monthey                 |
| Concordia Basilea            | 7 - 1         | Muhen                   |
| Derendingen                  | 4 - 2         | Helvetia Berna          |
| Dornach                      | 5 - 3         | Kleinhüningen           |
| Emmenbrücke                  | 4 - 0         | Mendrisio               |
| Étoile-Sporting              | 0 - 3         | St. Imier               |
| Fleurier                     | 3 - 4         | Moutier                 |
| Forward Morges               | 6 - 2         | Domdidier               |
| Gerlafingen                  | 1 - 2         | Bienne-Boujean          |
| Herzogenbuchsee              | 3 - 5         | Burgdorf                |
| Horgen                       | 2 - 1(d.t.s.) | Baden                   |
| Interlaken                   | 1 - 3(d.t.s.) | Sierre                  |
| Länggasse Berna              | 3 - 0         | US Lausanne             |
| Locarno                      | 3 - 1         | Altdorf                 |
| Oerlikon/Polizei             | 5 - 1         | Seebach                 |
| Olten                        | 4 - 1         | Wohlen                  |
| Renens                       | 0 - 2         | Montreux-Sports         |
| Riehen                       | 2 - 5         | Porrentruy              |
| ST. Maurice                  | 2 - 0         | La Tour-de-Peilz        |
| Solduno                      | 3 - 1         | Pro Daro                |
| Stäfa Zurigo                 | 1 - 2(d.t.s.) | Aarau                   |
| Tössfeld                     | 1 - 3         | Bodio                   |
| Tramelan                     | 0 - 4         | Yverdon                 |
| Uznach                       | 2 - 3         | Brühl                   |
| Vallorbe                     | 2 - 3(d.t.s.) | International Ginevra   |
| Versoix                      | 4 - 6         | Sion                    |
| Vevey                        | 5 - 2         | Chailly                 |
| Weinfelden                   | 0 - 3         | Wil                     |
| Wiedikon                     | 6 - 1         | Oerlikon                |
| Wollishofen                  | 4 - 2(d.t.s.) | Zugo                    |
| Zofingen                     | 1 - 2         | Birsfelden              |
| Club Athletique Ginevra      | 3 - 3(d.t.s.) | Martigny                |
| Red Star                     | 2 - 2(d.t.s.) | Amriswil                |
| 6 novembre 1955(Ripetizioni) |               |                         |
| Amriswil                     | 1 - 0         | Red Star                |
| Martigny                     | 3 - 0         | Club Athletique Ginevra |

### Trentaduesimi di Finale
| Squadra 1                     | Risultato     | Squadra 2             |
| ----------------------------- | ------------- | --------------------- |
| 20 novembre 1955              |               |                       |
| Aarau                         | 1 - 0         | Zurigo                |
| Arbon                         | 0 - 7         | Grasshoppers          |
| Bellinzona                    | 9 - 1         | Sierre                |
| Berna                         | 4 - 1         | Moutier               |
| Bienne                        | 7 - 1         | Birsfelden            |
| Binningen                     | 0 - 5         | Basilea               |
| Blue Stars Zurigo             | 3 - 0         | Wollishofen           |
| Bodio                         | 0 - 2         | Lugano                |
| Cantonal Neuchâtel            | 6 - 1         | ST. Maurice           |
| Concordia Basilea             | 3 - 0         | Thun                  |
| Delémont                      | 5 - 3(d.t.s.) | Lengnau               |
| Forward Morges                | 0 - 3(d.t.s.) | Urania Ginevra        |
| Friburgo                      | 6 - 1         | Martigny              |
| Derendingen                   | 1 - 2         | Grenchen              |
| La Chaux-de-Fonds             | 2 - 1(d.t.s.) | Vevey                 |
| Länggasse Berna               | 0 - 2(d.t.s.) | Soletta               |
| Locarno                       | 2 - 1         | Chiasso               |
| Losanna                       | 6 - 0         | Central Friburgo      |
| Lucerna                       | 3 - 0         | Burgdorf              |
| Malley                        | 1 - 2         | Yverdon               |
| Nordstern                     | 5 - 1         | St. Imier             |
| Olten                         | 1 - 2         | Emmenbrücke           |
| San Gallo                     | 1 - 2         | Oerlikon/Polizei      |
| Sciaffusa                     | 2 - 0         | Amriswil              |
| Servette                      | 2 - 0         | Sion                  |
| Solduno                       | 3 - 1         | Rapid Lugano          |
| Porrentruy                    | 4 - 3(d.t.s.) | Dornach               |
| Wil                           | 0 - 2         | Winterthur            |
| Young Boys                    | 5 - 0         | Bienne-Boujean        |
| Young Fellows                 | 3 - 0         | Wiedikon              |
| Brühl                         | 2 - 2(d.t.s.) | Horgen                |
| International Ginevra         | 1 - 1(d.t.s.) | Montreux-Sports       |
| 11 dicembre 1955(Ripetizioni) |               |                       |
| Horgen                        | 2 - 4         | Brühl                 |
| Montreux-Sports               | 2 - 4         | International Ginevra |

### Sedicesimi di Finale
| Squadra 1             | Risultato     | Squadra 2          |
| --------------------- | ------------- | ------------------ |
| 18 dicembre 1955      |               |                    |
| Aarau                 | 1 - 2         | Lugano             |
| Basilea               | 6 - 2         | Emmenbrücke        |
| Berna                 | 0 - 1         | Urania Ginevra     |
| Bienne                | 4 - 2(d.t.s.) | Nordstern          |
| Blue Star             | 9 - 0         | Solduno            |
| Brühl                 | 1 - 2         | Bellinzona         |
| Delémont              | 4 - 1         | Lucerna            |
| International Ginevra | 0 - 6         | Young Boys         |
| Grasshoppers          | 5 - 3         | Sciaffusa          |
| Grenchen              | 3 - 1(d.t.s.) | Porrentruy         |
| La Chaux-de-Fonds     | 1 - 2         | Friburgo           |
| Locarno               | 2 - 1         | Young Fellows      |
| Losanna               | 2 - 5         | Cantonal Neuchâtel |
| Soletta               | 0 - 1         | Concordia Basilea  |
| Winterthur            | 5 - 4         | Oerlikon/Polizei   |
| Yverdon               | 2 - 5         | Servette           |

### Ottavi di Finale
| Squadra 1          | Risultato     | Squadra 2         |
| ------------------ | ------------- | ----------------- |
| 19 febbraio 1956   |               |                   |
| Basilea            | 7 - 3         | Bienne            |
| Cantonal Neuchâtel | 5 - 1         | Blue Stars Zurigo |
| Delémont           | 2 - 3         | Concordia Basilea |
| Friburgo           | 0 - 1(d.t.s.) | Grasshoppers      |
| Grenchen           | 1 - 0         | Winterthur        |
| Locarno            | 0 - 1         | Bellinzona        |
| Servette           | 0 - 1         | Young Boys        |
| Urania Ginevra     | 3 - 1         | Lugano            |

### Quarti di Finale
| Squadra 1          | Risultato | Squadra 2         |
| ------------------ | --------- | ----------------- |
| 2 aprile 1956      |           |                   |
| Cantonal Neuchâtel | 1 - 0     | Basilea           |
| Grasshoppers       | 2 - 0     | Bellinzona        |
| Grenchen           | 5 - 0     | Concordia Basilea |
| Young Boys         | 2 - 0     | Urania Ginevra    |

### Semifinali
| Squadra 1          | Risultato | Squadra 2    |
| ------------------ | --------- | ------------ |
| 22 aprile 1956     |           |              |
| Cantonal Neuchâtel | 0 - 1     | Young Boys   |
| Grenchen           | 0 - 4     | Grasshoppers |

### Finale
| Berna 21 maggio 1956, ore 15:30 UTC+2               | Grasshoppers | 1 – 0 | Young Boys | Wankdorfstadion |
| \| \| \| \| \| Vukosavljevic 84’ \| Marcatori \| \| |              |       |            |                 |
|                                                     |              |       |            |                 |
| Vukosavljevic 84’                                   | Marcatori    |       |            |                 |